# Deutscher Soldatenfriedhof Wicres Route de la Bassée
De Deutscher Soldatenfriedhof Wicres Route de la Bassée is een Duitse militaire begraafplaats met gesneuvelden uit de Eerste Wereldoorlog en gelegen in het Franse dorp Wicres in het Noorderdepartement. De begraafplaats ligt vlak naast de RN41 op 1400 meter ten zuidwesten van het dorpscentrum (Église Saint-Vaast). Ze heeft een rechthoekige vorm en is omgeven door heesters en bomen. Centraal staat een granieten kruis waarrond 16 steles staan opgesteld met de namen van vermiste soldaten.
De individuele graven worden gekenmerkt door een platte steen met een metalen plaatje waarin twee namen van gesneuvelden gegraveerd zijn. Er worden 584 Duitse soldaten herdacht waarvan 30 niet geïdentificeerde.

## Geschiedenis
De begraafplaats werd in maart 1915 door het Pruisische Inf.Regt.Nr.15 en het Res.Inf.Regt.Nr.15 aangelegd. De meeste slachtoffers vielen tijdens de Britse offensieven in Neuve-Chapelle, Festubert, Loos en Aubers.
Na de oorlog werden nog slachtoffers die verspreid lagen in de omgeving door de Franse autoriteiten naar hier overgebracht.
De slechte financiële toestand van de Duitse overheid na de oorlog was oorzaak van de verwaarlozing van de Duitse begraafplaatsen maar door een overeenkomst met de Franse regering in 1926 werd een aanvang gemaakt met het renoveren en onderhouden van deze dodenakkers. Na het sluiten van het Frans-Duitse oorlogsgravenverdrag van 19 juli 1966 begon men met de definitieve aanleg en onderhoud van de begraafplaats. In 1979 werden de vorige tijdelijke houten grafkruisen vervangen door de huidige natuurstenen tegels waaronder telkens 2 doden begraven liggen. 